# Пата, Йосеф
Йосеф Па́та (чеш. Josef Páta, 27 августа 1886 года, Литомишль, Австро-Венгрия — 24 июня 1942 года, Прага, Чехословакия) — чешский славист, сорабист, болгарист, литературный историк, публицист, переводчик, книгоиздатель, профессор лужицких языков и литературы в Карловом университете.

## Биография
С 1896 по 1904 года обучался в гимназии в Литомишле, после чего поступил на философский факультет Карлова университета, где изучал богемистику, славистику и современную философию. Окончил курсы лужицких языков у профессора Адольфа Чёрного. В 1909 году окончил Карлов университет. Продолжил своё образование в Лейпциге, Загребе, Белграде и Софии. В 1907 году вместе с Яном Брылем, Цырилом Веньком основал чешско-лужицкое общество «Адольф Чёрный», которое позднее было преобразовано в «Общество друзей Лужицы».
В 1909 году защитил научную степень доктора философии на философском факультете Карлового университета по теме «Záměna genitivu za akuzativ v církevní slovanštině a staročeštině» (Замена генитива на аккузатив в старославянском и церковнославянском языках), после чего до 1918 года (с перерывом на 1914—1916 года, когда служил в австрийской армии) преподавал в Чехословацкой торговой академии в Праге. В 1818—1919 годах — преподаватель в пражской гимназии на Кржеменцовой улице. С 1917 по 1920 года — преподаватель болгарского языка в Пражском технологическом институте. С 1920 года занимался сорабистикой в Карловом университете. Стал первым профессором лужицких языков, которые преподавал до 1942 года.
Читал лекции по болгарскому языку, занимался богемистикой и проблемами чешско-югославянских культурных отношений. Публиковал сочинения о лужицких языках и популярные статьи о культурной и политической жизни лужичан. В 1919 году выступал за создание независимого лужицкого государства.
Во время оккупации Чехословакии нацистским режимом ему было запрещено заниматься преподавательской деятельностью. После закрытия высших учебных заведений занимался публицистикой, сотрудничал с чешским подпольем. 9 июня 1942 года был арестован и после непродолжительного заключения в концентрационном лагере Терезиенштадт
расстрелян 24 июня на кладбище Кобылицкая стрельница.

## Сочинения
- Zlomek evangelistáře XII. stol. Sofijské národní knihovny: studie gramaticko-lexikální, 1915
- Lužice, 1919, serbski přełožk 1920
- Z dějin Lužických Srbů v Lipsku, 1919
- Krátká příručka hornolužické srbštiny, 1920
- Lužickosrbská čítanka, 1920, z tekstami hornjo- a delnjoserbskich awtorow
- Serbska čitanka, 1920, w hornjo- a delnjoserbskej rěči
- Kapesní slovník Lužicko-česko-jihoslovanský a česko-lužický, 1920
- Bulharský národní básník Ivan Vazov, 1921
- Úvod do studia lužickosrbského písemnictví, 1925
- Jaroslav Vrchlický a Lužice, 1927
- Introduction à l’étude de la littérature des Serbes de Lusace: Résumé du texte lusacien, 1929
- Josef Dobrovský a Lužice, 1929
- Co má každý vědět o dnešní Lužici, 1930, 1932
- Aus dem kulturellen Leben der lausitzer Serben nach dem Weltkriege, Budyšin, 1930
- Les Serbes de Lusace : Littérature et culture aprés la Grande guerre, Genéve, 1933
- Bulharské písemnictví ve XX. století, 1934
- Naše styky s Lužicí : jubilejní sborník, 1934
- Lužice, Československo a Slovanstvo, 1935
- Lužická otázka, 1936
- Lužické stati, 1937